# ATP Challenger Toyota
Das ATP Challenger Toyota (offizieller Name: Dunlop Srixon World Challenge) war ein Tennisturnier, das von 2008 bis 2017 in der japanischen Stadt Toyota stattfand. Es war Teil der ATP Challenger Tour und wurde in der Halle auf Teppich ausgetragen. Die Lokalmatadoren Tatsuma Itō und Gō Soeda sowie Matthew Ebden konnten das Turnier im Einzel jeweils zweimal gewinnen. Genauso im Doppel Matt Reid. Schon 1980 und 1982 fanden schon Turniere an selber Stelle statt.

## Siegerliste

### Einzel
| Jahr                         | Sieger                   | Finalgegner              | Ergebnis              |
| ---------------------------- | ------------------------ | ------------------------ | --------------------- |
| 2017                         | Matthew Ebden (2)        | Calvin Hemery            | 7:63, 6:3             |
| 2016                         | James Duckworth          | Tatsuma Itō              | 7:5, 4:6, 6:1         |
| 2015                         | Yoshihito Nishioka       | Alexander Kudrjawzew     | 6:3, 6:4              |
| 2014                         | Gō Soeda (2)             | Tatsuma Itō              | 6:4, 7:5              |
| 2013                         | Matthew Ebden (1)        | Yūichi Sugita            | 6:3, 6:2              |
| 2012                         | Michał Przysiężny        | Hiroki Moriya            | 6:2, 6:3              |
| 2011                         | Tatsuma Itō (2)          | Sebastian Rieschick      | 6:4, 6:2              |
| 2010                         | Tatsuma Itō (1)          | Yūichi Sugita            | 6:4, 6:2              |
| 2009                         | Uladsimir Ihnazik        | Tatsuma Itō              | 7:67, 7:63            |
| 2008                         | Gō Soeda (1)             | Lee Hyung-taik           | 6:2, 7:67             |
| 1983–2007: nicht ausgetragen |                          |                          |                       |
| 1982                         | Wally Masur/ Joel Bailey | Wally Masur/ Joel Bailey | Finale nicht gespielt |
| 1981                         | nicht ausgetragen        | nicht ausgetragen        | nicht ausgetragen     |
| 1980                         | Russell Simpson          | Brad Drewett             | 6:4, 6:4              |

### Doppel
| Jahr                         | Sieger                                | Finalgegner                               | Ergebnis          |
| ---------------------------- | ------------------------------------- | ----------------------------------------- | ----------------- |
| 2017                         | Max Purcell Andrew Whittington        | Ruben Gonzales Christopher Rungkat        | 6:3, 2:6, [10:8]  |
| 2016                         | Matt Reid (2) John-Patrick Smith      | Jeevan Nedunchezhiyan Christopher Rungkat | 6:3, 6:4          |
| 2015                         | Brydan Klein Matt Reid (1)            | Riccardo Ghedin Yi Chu-huan               | 6:2, 7:63         |
| 2014                         | Toshihide Matsui Yasutaka Uchiyama    | Bumpei Satō Yang Tsung-hua                | 7:66, 6:2         |
| 2013                         | Chase Buchanan Blaž Rola              | Marcus Daniell Artem Sitak                | 4:6, 6:3, [10:4]  |
| 2012                         | Philipp Oswald Mate Pavić             | Andrea Arnaboldi Matteo Viola             | 6:3, 3:6, [10:2]  |
| 2011                         | Hiroki Kondō Yi Chu-huan              | Gao Peng Gao Wan                          | 6:4, 6:1          |
| 2010                         | Treat Huey Purav Raja                 | Tasuku Iwami Hiroki Kondō                 | 6:1, 6:2          |
| 2009                         | Andis Juška Alexander Kudrjawzew      | Alexei Kedrjuk Junn Mitsuhashi            | 6:4, 7:66         |
| 2008                         | Frederik Nielsen Aisam-ul-Haq Qureshi | Chen Ti Grzegorz Panfil                   | 7:5, 6:3          |
| 1983–2007: nicht ausgetragen |                                       |                                           |                   |
| 1982                         | nicht beendet                         | nicht beendet                             | nicht beendet     |
| 1981                         | nicht ausgetragen                     | nicht ausgetragen                         | nicht ausgetragen |
| 1980                         | Syd Ball Cliff Letcher                | Chris Kachel Russell Simpson              | 6:3, 6:4          |